# 兔兒神
兔兒神是一位中國民間信仰中的神祇，專司人間同性之間的戀情，亦被譽為「同志界的月老」、「同志的守護神」。目前祭祀兔兒神最知名之道場為台灣新北市中和區的威明堂（兔兒神廟），道場以正一道教活動為主。兔兒神本名有不同版本，應為地區發音不同所產生的文字分歧，一說為蝴蝶之轉音，包括「胡天保」、「胡田寶」、「蝴蝶寶」等。
兔兒神相關歷史記載不多，但可以得知兔兒神的信仰為人類神格化，並非後人杜撰神話捏造，亦非民間謠傳月兔形象。最早可以於明代徐𤊹（徐興公）所著文言小說集《竹窗雜錄》中窺見胡田寶的存在；在清代施鴻保所著的《閩雜記》中，則記錄福建省中有胡天保、胡天妹廟，其中胡天保又被稱為蝴蝶寶。
明末清初時，民間閩史便有文章記載專門祭祀胡田寶的寺廟與文化，一些地方道觀中亦有供奉胡田寶，爾後清朝官員朱珪大肆抄禁胡田寶的寺廟與神像。推測與朱珪為故友的袁枚，也許是從其聽來故事後，加以改編記述於《子不語》卷十九〈兔兒神〉。
一些野史除了記述祭拜胡天保的還願事宜，同時也記述一位與胡天保名字相似的「胡天妹」，又稱「蝴蝶母」、「蝴蝶妹」，亦為祈求感情事的信仰。

## 歷史文獻
根據文獻年代順序排列：

### 《烏石山志》清 · 劉永松、郭柏蒼

#### 〈烏石山志．卷三．受杖為神〉：
其中一段介紹道山觀提及「道光十八年，因觀中濫祀鐵頭和尚及胡田寶、蚨蝶母...』並引用明代徐𤊹（徐興公）的文言小說集《竹窗雜錄》：「胡田寶者，明提學道轎班，提學某少年美秀，田寶伺其入廁，尾之。受杖時，呼曰，願死為此神，遂斃杖下。蚨蝶母乃淫褻之女神，俗傳夫婦不睦，家人私禱焉。」

### 《閩雜記》清 · 施鴻保

#### 〈閩雜記．卷七．胡天保胡天妹〉：
「省中尚向有胡天保、胡天妹廟，男女淫祀也。胡天保亦曰蝴蝶寶，其像二人：一稍蒼，一少晰，前後相偎而坐。凡有所悅姣童，禱其像，取爐中香灰，暗撒所悅身上，則事可諧。諧後，以豬腸油及糖塗像口外，俗呼其廟為小官廟。胡天妹像，塑一美婦，一手解衣，一手作招人狀，凡所悅女子，禱其像，亦取爐中香灰，撒所悅者身上，事諧後，以煙絲、檳榔、光餅等祀之。」

### 《願豐樓雜記》清 · 丘复

#### 〈願豐樓雜記．卷二．二十六．朱文正禁淫祀〉：
「舊時閩中淫祠最多，有一種最傷風敗俗者名胡田寶塑，為兩人相抱，一面稍蒼，一面嫩白，俗稱小宮廟。凡無恥淫蕩之徒見少年子弟，欲圖苟合，即向泥像禱求。於是設計勾誘，得遂所欲，謂是胡田寶之默佑，隨用豬大腸及糖塗泥像之口，以為謝。前清乾隆間，朱石君珪以糧道攝福州府篆，于東門外易俗里康山廟搜出胡田寶泥像、木牌，帶至署中，當堂劈分為兩，一投諸洪山橋下，一投諸南台大橋下。」

#### 〈願豐樓雜記．卷二．二十七．吳藩司禁淫祀〉：
「勾引少年子弟之淫祀，已有上述之胡田寶矣。又有所謂蝴蝶母者，其像塑豔妝，男婦搭肩而立。凡無恥淫蕩之徒見良家婦女少艾，勾誘不遂，即向求禱。事成以檳榔、絲煙、光餅等物報謝。相傳供像之廟祝，其妻甚美，被人入廟禱誘成奸，可謂及身現報矣。又有尼姑庵老尼誘買幼女，收為徒弟。長則勾引惡少，一切床帳服物皆姦夫置辦。成奸後，姦婦始削髮；其未削者，即為童女，以便招引别人。姦夫或旬月不一至，老尼即將姦夫生年八字書符念咒，能使疾病昏迷。如被父兄管束，不能再往，咒至於死，必令破家喪命而後已。相傳有"爾將我法門壞，我將爾家門破"之謠。吳榮光為藩司時嚴禁之，詳見吳公《禁淫祀邪術示》中。當時與上述胡田寶、牛頭願四者並禁，並逐條詳引刑律。道光十八年，詳請總督鍾祥、巡撫魏元烺奏明立案。胡田寶，他書或稱胡天保，疑胡田、蝴蝶皆蝴蝶之轉音；而蝴蝶母，他書又稱蝴蝶妹也。」

### 《重纂福建通志卷》清 · 作者不明

#### 〈重纂福建通志卷．卷五十五．朱珪禁淫祀文〉：
「照得閩人好鬼，習俗相沿，而淫祀惑民，王法必禁。蓋聰明正直謂之神，禮義廉恥謂之人。人有貴賤貧富，無禮義廉恥則同於禽獸；神有新故大小，聰明正直則等於么魔。從未有淫汙卑辱，誕妄凶邪，列諸像祀，公然祈報，如閩俗之甚者也。本道訪聞省城，有淫祀二種，其一名胡田寶，塑為兩人相抱，一面稍蒼，一面嫩白，俗稱小官廟。凡無恥淫蕩之徒，見少年子弟，欲圖苟合，即向泥像禱求。於是設計勾誘，得遂所欲，謂是胡田寶之默祐，隨用豬大腸及餹，塗泥像之口以為謝。不知有廉恥者雖百，胡田寶不能被誘。無廉恥者何，必胡田寶使堪作合哉，迺竟淫邪相導，習為固然。若猶具有人心，宜悔宜痛，此其一也。」
「本道既有訪聞，即委員差役，於東門外易俗里康山廟，搜出胡田寶泥像木牌，帶至署中，當堂劈分為兩，一投諸洪山橋下，一投諸南臺大橋下。」
朱珪亦在此文中解釋其思想，為他抄禁廟宇之理由：「昔人有言曰：吾有三樂，人貴而物賤，吾幸為人；男貴而女賤，吾幸為男。今既為男矣，乃甘為人所淫；幸為人矣，乃甘奉祀獸畜，豈非無人開導，陷於不知乎？」
另有一小段記錄朱珪之官蹟：「先是珪於乾隆一十年，閒來督糧儲道，毀胡田寶、牛頭愿兩淫祀，投像於水械，廟祝於通衢，閩人感化之。」

#### 〈重纂福建通志卷．卷五十五．吳榮光禁淫祀邪術示〉：
「為申明律例，嚴禁淫祀邪術，以正人心風俗事，本司三莅閩省，備見閩人讀書循禮，知義好善，民俗愈進愈湻，惟是舊俗相沿尚鬼。其胡田寶之淫祀，牛頭愿之邪術，乾隆年間，經大學士朱文正公，前任督糧道時，查明毀禁，剴切曉諭。迄今又越七十餘年，本司職承宣化，訪得烏石山白馬王廟，及東門外中山境康山都統祠等處，曾有供此邪像者。除飭地方官會同委員，普行分別拆毀嚴禁外，合行出示，並飭各屬自行查辦禁止，不得騷擾前道。喻以情理，本司做以律例，竊願人心普正，風俗通湻，當月吉布令之，始為爾軍民悚，切言之。 一名胡田寶，凡無恥之徒，勾誘少年子弟，向像禱求，既成報謝。查例載：強姦十二歲下幼童者擬斬，和姦者擬絞。即非十二歲以下，和同雞姦者，亦杖一百枷號一個月。此等人即不顧廉恥，亦當愛惜身命，何得縱一日之欲，犯三刑之誅？而胡田寶導淫受謝，即應律以教"誘人犯法與人同罪"之條。現據閩、侯兩縣查稟，業經祠像折毀，惟恐故習復萌。此後如有復行塑供者，許爾等首報到官，從優酌賞。」
另外，此文同時也出現蝴蝶母的身影：
「一名蝴蝶母，其塑像豔粧，男婦搭肩而立。凡無恥淫蕩之徒，見良家婦女少艾，勾誘不遂，即向求禱。事成以檳榔、絲煙、光餅等物報謝。相傳供像之廟祝，其妻甚美，被人入廟禱誘成奸，可謂及身現報。查律載：軍民相姦，杖一百枷號一個月，強姦者絞。姦幼女十二歲以下，雖和同強姦，期親妻女及僱工姦家長妻女，皆斬決。而蝴蝶母必應，科以媒合容止，及教誘同罪之律，應行拆毀。」

## 傳說

### 《子不語》
根據袁枚《子不語》的記載：
清初，有一位年輕就得到功名的巡按御史，被派到福建去。當地一位名叫胡天保的人，很喜歡這位巡按御史的美貌，每次巡按御史升堂，一定偷偷窺視他。巡按御史心中很疑惑，但總不瞭解原因，胥吏也不敢講。巡按御史去巡察別的地方，胡天保也跟著去，後來竟躲在廁所偷窺巡按御史的臀部。巡按御史問他，他剛開始不肯說，後來被刑求才說：「實在是因為大人的美貌，心中無法忘懷。明知道天上的玉樹不可能讓凡間鳥兒停歇，但還是鬼迷心竅，不知不覺做出這種無禮之事。」巡按御史大怒，將他杖斃處死。
過了一個月，胡天保託夢給鄉親，說：「我這種非禮之心冒犯到尊貴的大人，死了是應該的，但是出於一片癡傻愛心，跟一般歹徒惡意害人不同。地府的官吏都笑我、消遣我，但都沒有對我生氣的。現在陰間封我為兔兒神，專管人間同性戀之事，可以為我建廟招來香火。」
福建地方有一些人有聘男子為契兄弟的習俗，他們聽到鄉里人述說這段託夢之語，就爭相集資建廟，果真非常靈驗。後來，只要有想要偷偷相會約見，或是有愛戀不受贊同者，都會前往祈求庇佑。
袁枚的老友程魚門聽到這事就說：「這個巡按沒讀過《晏子春秋》裏面類似的故事，所以下手才這麼重。像是狄偉人先生就不會這樣；據說狄先生擔任翰林院編修時，年輕又英俊貌美。有個車伕也是個年輕人，去狄府裡工作，勤快的替先生推車，不接受雇用的薪資，先生也很重視他。沒想到他生重病，看了所有醫生都無效，快斷氣的時候，請主人過來，他說：『既然小人快死了，不得不說出來。小人之所以病到快死了，都是太愛慕主人您美貌的緣故。』主人大笑，拍了他的肩膀說：『傻奴才！有這種心意為何不早說呢？』於是便在車伕死後，就把這個車伕厚葬了。」

## 傳說來由
傳說的產生其來有自。明清時期，福建一帶「男風」特別興盛，上及士人，下及庶人。而民間便產生出契兄弟及男娼的風俗文化。《萬曆野獲編》中說：『閩中契弟乃習尚成俗。』『閩人酷重男色，無論貴賤妍媸，各以其類相結，長者契兄，少者為契弟。』對福建地區而言，這種同性戀關係與傳統道德無關，當時社會將同性戀與異性戀相提並論，並認為兩者間不存在優劣或正常與反常的區別，僅只是作為一種生活方式而存在，並廣為此地區的人所接受。在當代的小說中，亦有描繪福建一區崇拜同性戀神明的習俗。

## 信仰消亡沿革
華僑大學哲學與社會發展學院教授—范正義著作《眾神喧嘩中的十字架：基督教與福建民間信仰共處關係研究》提及：
「通過在全國各地普遍設立社祭、厲祭與城隍，王朝就以一種上下統屬的祭祀等級關系，控制了民眾的日常信仰活動。與此同時，凡是未列入祀典的民間神祇，則通通被當作“淫祀”加以禁止。
在中央王朝的大力推動下，明代福建官方對民間“淫祀”的打擊極為嚴厲，僅嘉靖《延平府志》記載的被官方拆毀的宮廟就有漢閩越王廟、正順廟、靈順廟、忠肅廟、永寧廟、孚濟侯廟、顯應廟、右二感應王廟、嘉應廟、應靈廟、永慶廟、昭定葉中丞祠、順懿行祠、福善王行祠、清隱祠、龍井祠、真君廟、華光廟、泰山廟、三官祠與蔣里祠等數十座。
清襲明制，繼續強化對民間神祇信仰的控制，嚴厲打擊“淫祀”。如乾隆年間督糧道攝福州知府朱珪在周密調查的基礎上將福州地區擾民最深的“胡田寶”“牛頭願”兩種“淫祀”一舉搗毀。」

## 現代發展
兔兒神的信仰曾廣傳於中國福建一帶，清朝時雖因政治因素幾乎滅跡，有少部分記載隨著移民傳入台灣。

### 道教道場
兔兒神由地府指派職司，於下界管轄人間同性姻緣事，是為「陰神」，一如城隍爺、土地公、王爺等，皆為體制內之「正神」。清代時有全真道觀祭祀兔兒神（例：福州道山觀），現代亦有正一道觀祭祀兔兒神（例：新北市中和威明堂），祭祀之處皆為太上三寶具足之道場，當為「陽廟」。
位於台灣新北市中和區的威明堂（兔兒神廟）據稱是全世界目前唯一公開有配祀兔兒神的道教道場。道場以正一道教活動為主，「兔兒神胡天保大爺」為側殿護法。由於「同志月老」的形象聲名遠播，亦被許多觀光手冊標示為LGBTQ+友善地點，吸引全世界善信慕名朝聖。道場創始人盧威明大師，希冀兔兒神能作為LGBTQ+族群的避風港，讓道場成為善信的第二個家。
許多新聞報導中，威明堂被列為大台北地區排名第三的「月老廟」。

### 電視劇
- 2010年，台灣電視劇《戲說台灣》曾於2010年播出劇集「兔兒神弄姻緣」，使兔兒神的名號廣為人知。

- 2021年，著名美劇《American Gods》第三季，兔兒神為該劇唯一出現過的中國神祇。兔兒神守護同性感情的形象，逐漸在世界上傳播開來。

### 電影
- 2019年，亞裔美國導演Andrew Thomas Huang[10]以兔兒神為題材，製作了一部14分鐘的短片（兔兒神）《Kiss of the Rabbit God》[11][12]。他憑藉這部影片入圍Tribeca Film Festival（翠貝卡電影節）。並於同年11月，受中和威明堂邀請做台灣首映[13]，吸引眾多外國人士前來觀看並分享心得。

### 研究
作為所有現存之宗教中，近乎唯一一個同志守護神，引起不少各國歷史學、宗教學、性別學、人類學、哲學學者研究。其中著名的研究文獻像是宋怡明的《胡田寶與清中葉同性戀話語》

## 外部連結
- Andrew Thomas Huang的官方網站 （页面存档备份，存于）
- Andrew Thomas Huang的YouTube頻道 （页面存档备份，存于）
- Andrew Thomas Huang的Instagram帳號 （页面存档备份，存于）
- 威明堂的官方網站 （页面存档备份，存于）
- 威明堂的Facebook專頁 （页面存档备份，存于）
- 威明堂的Instagram帳戶 （页面存档备份，存于）